# جاك دونلاب
جاك دونلاب (بالإنجليزية: Jack Dunlap)‏ هو عسكري وجاسوس أمريكي، ولد في 14 نوفمبر 1927، وتوفي في 23 يوليو 1963 بسبب تسمم بأحادي أكسيد الكربون.